# 葛飾北樹
葛飾 北樹（かつしか ほくじゅ、生没年不詳）とは、江戸時代の浮世絵師。

## 来歴
葛飾北斎の晩年の門人。俗名不明、葛飾の画姓を称す。作画期は弘化から嘉永にかけての頃とされ、作に嘉永5年（1852年）刊行の『北樹画譜』が知られる。